# Теоретическая химия
Теоретическая химия — раздел химии, в котором главное место занимают теоретические обобщения, входящие в теоретический арсенал современной химии, например, концепции химической связи, химической реакции, валентности, поверхности потенциальной энергии, молекулярных орбиталей, орбитальных взаимодействий, активации молекул и др. методами физики и математики. Теоретическая химия объединяет принципы и представления, общие для всех ветвей химической науки. В рамках теоретической химии происходит систематизация химических законов, принципов и правил, их уточнение и детализация, построение иерархии. Центральное место в теоретической химии занимает учение о взаимосвязи строения и свойств молекулярных систем. На заре своего развития теоретическая химия была представлена исключительно квантовой химией и была призвана проверять существующие концепции на их соответствие квантовой механике, постоянно производить обновление известных концепций. Однако сложность изучаемых объектов и явлений, а также трудности применения квантовой механики для предсказания и описания химических процессов и явлений, привели к созданию нового раздела теоретической химии — математической химии. С помощью методов математической химии теоретическая химия может создавать собственные теории без обязательного привлечения квантовой механики. В последние годы из математической химии выделилась и сформировалась как самостоятельный раздел теоретической химии со своим понятийным аппаратом, объектами и методами исследования хемоинформатика, основанная на применении методов информатики и искусственного интеллекта (в частности, методов интеллектуального анализа данных и машинного обучения) к решению задач в области химии. К важнейшим разделам современной теоретической химии могут быть отнесены квантовая химия, математическая химия, хемоинформатика, теоретическая химическая кинетика и разделы физической химии. Современная теоретическая химия может быть примерно разделена на исследование химической структуры и исследование химической динамики. Положения теоретической химии используются при изучении сложных систем, например в молекулярной физике.

## Ветви теоретической химии
Квантовая химияПрименение квантовой механики к химии.
Математическая химияОписание и предсказание молекулярной структуры и её динамики, а также построение новой химической теории используя математические методы, без обязательного использования квантовой механики.
Теоретическая физическая химияПрименение методов теоретической физики для исследования законов, определяющих строение и химические превращения химических веществ при различных внешних условиях.
Теоретическая химическая кинетикаТеоретическое исследование динамических систем связанных с химическими реакциями и соответствующих им дифференциальных уравнений.
Вычислительная химияПрименение компьютеров для решения химических задач и проблем.
ХемоинформатикаИспользование информационных методов к решению задач в области химии.
Молекулярное моделированиеМетоды для моделирования молекулярных структур, обязательно не обращаясь к квантовой механике.
Молекулярная динамикаПрименение классической механики для моделирования движение ядер ансамбля атомов и молекул.
Молекулярная механика 1Моделирование внутри - и межмолекулярных взаимодействий и их поверхностей потенциальных энергий через сумму сил взаимодействия.